# Ottomanismo

L'idea alla base dell'adozione di una bandiera nazionale è stata ispirata dall'ottomanismo: uno stendardo comune sotto il quale tutti i cittadini dell'impero potevano radunarsi indipendentemente dall'etnia o dal gruppo religioso

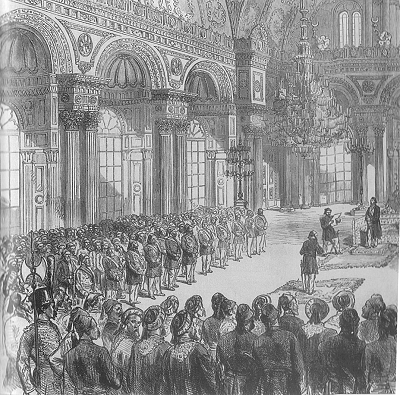
Apertura del primo parlamento ottomano dopo la proclamazione della costituzione ottomana del 1876

L'Ottomanismo (o Ottomanesimo, in turco: Osmanlılık o Osmanlıcılık) fu un concetto che si sviluppò prima della prima era costituzionale dell'Impero Ottomano del 1876-1878. I suoi sostenitori credevano che potesse creare la coesione sociale necessaria per impedire al nazionalismo di distruggere l'impero.

## Storia

### Origini del concetto
Pensatori come Montesquieu (1689-1755) e Rousseau (1712-1778), così come gli eventi della Rivoluzione francese del 1789, influenzarono fortemente l'ottomanismo. Esso promosse l'uguaglianza tra i millet. L'idea dell'ottomanismo ebbe origine tra i giovani ottomani (fondata nel 1865) in concetti come l'accettazione di tutte le etnie separate nell'impero indipendentemente dalla loro religione, ovvero che tutti dovevano essere "ottomani" con uguali diritti. In altre parole, l'ottomanismo riteneva che tutti i soggetti fossero uguali davanti alla legge. Idealmente, tutti i cittadini avrebbero condiviso un'area geografica, una lingua, una cultura e un senso di partito "non ottomano" diverso da loro. L'essenza del sistema millet dei raggruppamenti confessionali non era smantellata, ma erano stabilite organizzazioni e politiche secolari. L'istruzione primaria, la coscrizione, la tassa di soggiorno e il servizio militare dovevano essere applicati sia ai non musulmani che ai musulmani.

### Nazionalismo ottomano
In seguito alle riforme di Tanzimat iniziate nel 1839, l'ottomanismo si sviluppò dalla necessità di riunire l'Impero. Gli ottomani temevano la crescente minaccia rappresentata dagli europei, specialmente dopo eventi come il Trattato di Balta Liman del 1838, che consentiva ai mercanti britannici nell'Impero di essere tassati allo stesso modo della gente del posto, e la crescente preoccupazione delle grandi potenze sul trattamento dei cristiani all'interno dell'Impero. Gli ottomani pensavano che se avessero potuto unire completamente l'Impero sotto un'unica entità statale, allora sarebbero stati più forti e gli europei avrebbero avuto più difficoltà a invadere il territorio ottomano, così come il popolo ottomano. In precedenza, l'Impero era ampiamente diviso in molte piccole comunità che per lo più si governavano da sole. Il Sultano supervisionava queste comunità, ma la maggior parte delle aree aderiva alle proprie leggi e credenze. Ciò spiegò in parte il successo dell'Impero Ottomano: il Sultano non imponeva alcun cambiamento importante sulle popolazioni mentre le conquistava. A causa del nazionalismo, tuttavia, il concetto di stati-nazione con sensi di identità condivisi iniziò a sorgere in Europa, in particolare con la Guerra d'indipendenza greca del 1821-1830, che iniziò anche ad influenzare i vari altri popoli dell'Impero Ottomano. Da questi casi, l'ottomanismo si sviluppò come risposta sociale e politica, con la speranza di salvare l'Impero dalla caduta.

### Nazionalità ottomana
I principali precursori dell'ottomanismo furono l'editto di riforma del 1856, che prometteva piena uguaglianza sotto la legge indipendentemente dalla religione, e la legge sulla nazionalità ottomana del 1869, che creava una cittadinanza ottomana comune indipendentemente dall'appartenenza religiosa o etnica. La legislazione sulla nazionalità era un concetto del XIX secolo e l'impero ottomano lo adottò presto. La legge sulla nazionalità ottomana è apparsa prima di qualsiasi concetto internazionale comunemente adottato degli elementi di base di questa legislazione. Molti dei millet non musulmani e molti musulmani rifiutarono l'ottomanismo. I non musulmani lo percepirono come un passo verso lo smantellamento dei loro privilegi tradizionali. Nel frattempo, i musulmani lo vedevano come l'eliminazione della loro posizione superiore. Si affermava che l'ottomanismo fosse una reazione al Tanzimat, l'era del 1839-1876 di intensa ristrutturazione dell'Impero Ottomano da parte dell'élite burocratica. L'inaugurazione del Parlamento ottomano nel 1876 contribuì allo spirito di riforma, poiché tutti i millet erano rappresentati in questa assemblea bicamerale.

### Rivoluzione dei Giovani turchi
L'ottomanismo godette di una rinascita durante la rivoluzione dei giovani turchi del 1908 e durante la seconda era costituzionale del 1908-1920. Perse la maggior parte dei suoi aderenti durante la prima guerra balcanica del 1912-1913, quando l'Impero Ottomano perse la maggior parte dei suoi territori europei abitati da minoranze cristiane e un gran numero di musulmani fuggì da quelle aree mentre molti cristiani fuggirono dai restanti territori ottomani. Con la perdita della maggior parte delle minoranze etniche dell'impero, anche la ragion d'essere del movimento ottomanista svanì. La delusione per il fallimento dell'ottomanismo divenne parte integrante dell'ondata del nazionalismo turco negli anni '20.